# 馮啟聰
馮啟聰（1914年1月18日—1994年6月7日），中華民國海軍二級上將，廣東番禺人，曾任海軍總司令五年之久。他的出線，代表廣東黃埔海校系統，以平衡閩系與青島海校勢力。

## 經歷

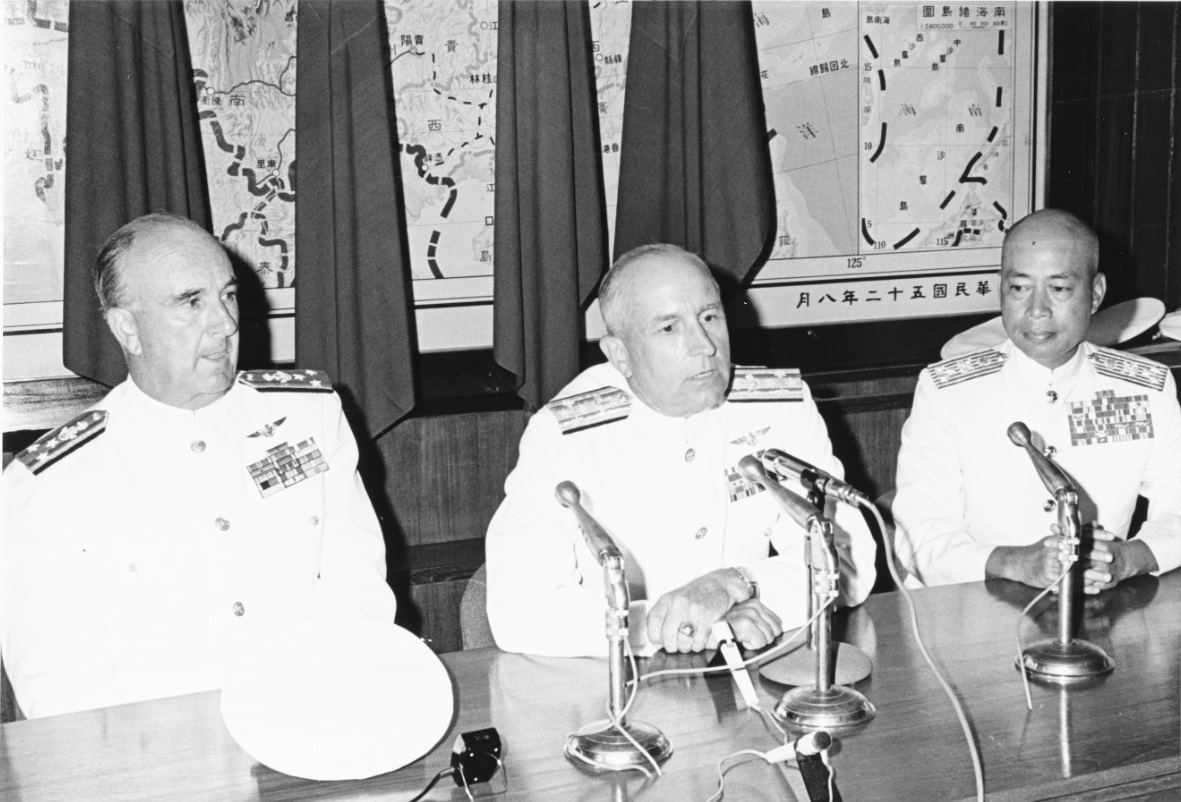
中華民國海軍總司令馮啟聰上將（右）與美國海軍軍令部部長湯瑪斯·欣曼·穆勒上將（中央）、美軍協防臺灣司令部司令耿特納中將（左）於臺北松山機場舉辦記者會，1967年7月7日

1949年中國人民解放軍席捲中國大陸時，中華民國海軍主力就是太康艦、太平艦、太和艦、太昭艦、太湖艦、太倉艦六艘護航驅逐艦（DE）。太康艦被指定駐防杭州灣，擔任總統蔣中正的座艦，出巡長江口、舟山群島，以至衛護台澎水域：其餘五艘太字號要執行東海至南海綿長廣大海域中的多項任務，確是疲於奔命。
此時馮啟聰擔任太平艦艦長，曾支援金門戰役的海上阻擊。該役結束後，旋即負責旋即執行長江的「關閉」任務。中華民國政府爲了阻絕中共海外的補給，曾宣佈「關閉」長江，不准外國商輪駛進；英國海軍曾派艦公然護航英國商輪闖關，太平艦長馮啟聰曾對不服制止的英國商輪路易士摩拉號（Louis Morla）開砲，並派遣臨檢小組乘本艦的鯨魚小艇，在長江口的巨浪中駛登該英輪臨檢，並加以警告。在場的英驅逐艦在相互接近航行中，他們確見太平艦全艦人員備戰，英艦終於不敢有所行動。不過經過一段時日之後，中華民國外交部受到國際壓力，要海軍解除「關閉」港口任務，海軍於是結束封閉長江口的任務。
1965年8月，總統蔣中正明令以馮啟聰為海軍總司令。
1969年10月8日上午9時，馮啟聰時任海軍總司令，馮在左營南碼頭武昌艇隊岸置場，主持兩條小潛艇之成軍典禮，命名「海蛟號」與「海龍號」，並親自為每位艇員佩帶潛航胸章，這是中華民國海軍潛艇兵種的誕生，此兵種建軍案當時稱為「水星一號」計畫。觀禮人員，幾乎全軍和此案有關的高級將領都應邀出席，典禮後還出海操演，無不視為是中華民國海軍的一件大事。